# Militära grader i Chile
Militära grader i Chile visar den militära rangordningen i Chiles armé. De militära graderna har ett arv från den tyska och preussiska militärtraditionen.

## Armén

### Officerare
|                     | Generalspersoner    | Generalspersoner    | Generalspersoner   | Regementsofficerare | Regementsofficerare | Regementsofficerare | Regementsofficerare | Kompaniofficerare | Kompaniofficerare | Kompaniofficerare | Kompaniofficerare |
| ------------------- | ------------------- | ------------------- | ------------------ | ------------------- | ------------------- | ------------------- | ------------------- | ----------------- | ----------------- | ----------------- | ----------------- |
| Paraduniform        |                     |                     |                    |                     |                     |                     |                     |                   |                   |                   |                   |
| Permissionsuniform  |                     |                     |                    |                     |                     |                     |                     |                   |                   |                   |                   |
| Fältuniform Syd     |                     |                     |                    |                     |                     |                     |                     |                   |                   |                   |                   |
| Fältuniform Nord    |                     |                     |                    |                     |                     |                     |                     |                   |                   |                   |                   |
| Militär grad        | General de Ejército | General de División | General de Brigada | Brigadier           | Coronel             | Teniente Coronel    | Mayo                | Capitán           | Teniente          | Subteniente       | Alférez           |
| Svensk motsvarighet | General             | General löjtnant    | General- major     | Överste 1. graden   | Överste             | Överste- löjtnant   | Major               | Kapten            | Löjtnant          | Fänrik            | Fänrik            |
| NATO-kod            | OF-9                | OF-8                | OF-7               | OF-6                | OF-5                | OF-4                | OF-3                | OF-2              | OF-1              | OF-1              | OF-1              |

### Underofficerare och manskap
| Paraddräkt          |                  |            |                 |             |         |             |            |
| Militär grad        | Suboficial Mayor | Suboficial | Sargento 1°     | Sargento 2° | Cabo 1° | Cabo 2°     | Cabo       |
| Svensk motsvarighet | Förvaltare       | Fanjunkare | Förste sergeant | Sergeant    | Korpral | Vicekorpral | Menig 1.kl |
| NATO-kod            | OR-8             | OR-7       | OR-6            | OR-5        | OR-4    | OR-3        | OR-2       |

## Flygvapnet

### Officerare
|                     | Generalspersoner | Generalspersoner    | Generalspersoner         | Regementsofficerare | Regementsofficerare | Regementsofficerare | Regementsofficerare       | Kompaniofficerare  | Kompaniofficerare | Kompaniofficerare | Kompaniofficerare |
| ------------------- | ---------------- | ------------------- | ------------------------ | ------------------- | ------------------- | ------------------- | ------------------------- | ------------------ | ----------------- | ----------------- | ----------------- |
| Axelklaff           |                  |                     |                          |                     |                     |                     |                           |                    |                   |                   |                   |
| Ärm                 |                  |                     |                          |                     |                     |                     |                           |                    |                   |                   |                   |
| Grad                | General del Aire | General de Aviación | General de Brigada Aérea | Comodoro            | Coronel de Aviación | Comandante de Grupo | Comandante de Escuadrilla | Capitán de Bandada | Teniente          | Subteniente       | Alférez           |
| Svensk motsvarighet | General          | General- löjtnant   | General- major           | Överste 1.gr        | Överste             | Överste- löjtnant   | Major                     | Kapten             | Löjtnant          | Fänrik            | Fänrik            |

### Underofficerare och manskap
| Grad                | Underofficerare  | Underofficerare | Underofficerare | Manskap     | Manskap | Manskap     | Manskap   |
| ------------------- | ---------------- | --------------- | --------------- | ----------- | ------- | ----------- | --------- |
| Axelklaff           |                  |                 |                 | -           | -       | -           | -         |
| Ärm                 |                  |                 |                 |             |         |             |           |
| Grad                | Suboficial Mayor | Suboficial      | Sargento 1°     | Sargento 2° | Cabo 1° | Cabo 2°     | Cabo      |
| Svensk motsvarighet | Förvaltare       | Fanjunkare      | Förste sergeant | Sergeant    | Korpral | Vicekorpral | Menig 1kl |